# Utrechtse School (theologie)
De Utrechtse School is sinds begin jaren 90 van de twintigste eeuw een begrip in de theologie. Het duidt over het algemeen een vorm van theologiebeoefening aan, waarin het redelijke denken een belangrijke rol speelt.
De Utrechtse theologen delen de opvatting dat theologie een systematische doordenking is van het geloof, die de toets van wetenschappelijkheid kan doorstaan. Zij staan daarmee methodisch in de traditie van de middeleeuwse, reformatorische en contrareformatorische scholastiek. 
De School vindt zijn oorsprong in het denken van Vincent Brümmer en is sterk logisch getint. Theologische locuties (uitspraken over God en zijn eigenschappen bv.) worden met behulp van de logica getoetst op hun consistentie, voordat ze getoetst kunnen worden op hun houdbaarheid. 
Andere namen die met deze school verbonden kunnen worden zijn Marcel Sarot, Eef Dekker, Gijsbert van den Brink en Antonie Vos. 
Na de eeuwwisseling is de school grotendeels ter ziele gegaan, omdat de theologische faculteit van de Universiteit Utrecht een andere invulling wenste voor het godsdienstwijsgerig onderwijs. Met name het aantrekken van Dirk-Martin Grube in plaats van een aanstelling van Marcel Sarot voor de leerstoel van diens oud-leraar Vincent Brümmer hield een belangrijke breuk in.

## Publicaties
Een aantal publicaties uit school of van leden van de school zijn: 
- Wijsgerige Begripsanalyse Kok: Kampen 1975 e.v.; Vos, A. (e.a., vert.) *Contingentie en Vrijheid Meinema: Zoetermeer 1992; Vos, A.
- Kennis en Noodzakelijkheid (Diss. UU) Kok: Kampen 1981; Brink, G. van den; Sarot, M.
- Hoe is uw Naam Kok: Kampen 1995